# Mètode matricial de la rigidesa
El mètode matricial de la rigidesa és un mètode de càlcul aplicable a estructures hiperestàtiques de barres que es comporten de manera elàstica i lineal. En anglès se l'anomena Direct Stiffness Method (DSM, mètode directe de la rigidesa), encara que també se'l denomina el mètode dels desplaçaments.
Aquest mètode està dissenyat per fer anàlisis computades de qualsevol estructura incloent-hi estructures estàticament indeterminades. El mètode matricial es basa a estimar els components de les relacions de rigidesa per resoldre les forces o els desplaçaments mitjançant un ordinador. El mètode de rigidesa directa és la implementació més comuna del mètode dels elements finits. Les propietats de rigidesa del material són compilats en una única equació matricial que governa el comportament intern de l'estructura idealitzada. Les dades que es desconeixen de l'estructura són les forces i els desplaçaments que es poden determinar resolent aquesta equació. El mètode directe de la rigidesa és el més comú als programes de càlcul d'estructures (tant comercials com de font lliure).
El mètode directe de la rigidesa es va originar al camp de l'aeronàutica. Els investigadors aconseguiren aproximar el comportament estructural de les parts d'un avió mitjançant equacions simples però que requerien grans temps de càlcul. Amb l'arribada dels ordinadors, aquestes equacions es van començar a resoldre de forma ràpida i senzilla.

## Introducció
El mètode consisteix a assignar a l'estructura de barres un objecte matemàtic, anomenat matriu de rigidesa, que relaciona els desplaçaments d'un conjunt de punts de l'estructura, anomenats nodes, amb les forces exteriors que cal aplicar per aconseguir aquests desplaçaments (les components d'aquesta matriu són forces generalitzades associades a desplaçaments generalitzats). La matriu de rigidesa relaciona les forces nodals equivalents i els desplaçaments sobre els nodes de l'estructura, mitjançant la següent equació:

(1){\displaystyle {\begin{Bmatrix}F_{1}+R_{1}\\F_{2}+R_{2}\\...\\F_{n}+R_{n}\end{Bmatrix}}_{G}={\begin{bmatrix}k_{11}&k_{12}&\cdots &k_{1n}\\k_{21}&k_{22}&\cdots &k_{2n}\\\cdots &\cdots &\ddots &\cdots \\k_{n1}&k_{n2}&\cdots &k_{nn}\end{bmatrix}}_{G}{\begin{Bmatrix}\delta _{1}\\\delta _{2}\\...\\\delta _{n}\end{Bmatrix}}_{G}}

On: {\displaystyle F_{i}\,} són les forces nodals equivalents associades a les forces exteriors aplicades sobre l'estructura; {\displaystyle R_{i}\,} són les reaccions hiperestàtiques inicialment desconegudes sobre l'estructura; {\displaystyle \delta _{i}\,} els desplaçaments nodals incògnita de l'estructura; {\displaystyle n\,} el nombre de graus de llibertat de l'estructura.
L'energia de deformació elàstica també es pot expressar en termes de la matriu de rigidesa mitjançant la relació:

{\displaystyle E_{def}={\frac {1}{2}}{\boldsymbol {\delta }}\cdot [\mathbf {K} ({\boldsymbol {\delta }})]={\frac {1}{2}}\sum _{i,j}k_{ij}\delta _{i}\delta _{j}}

Del teorema de Maxwell-Betti es dedueix que la matriu de rigidesa ha de ser simètrica i per tant:

{\displaystyle k_{ij}=k_{ji}\,}

## Fundament teòric
En general, un sòlid deformable real, com qualsevol medi continu, és un sistema físic amb un nombre infinit de graus de llibertat. Així passa que en general per descriure la deformació d'un sòlid cal explicitar un camp vectorial de desplaçaments sobre cadascun dels seus punts. Aquest camp de desplaçaments en general no és reductible a un nombre finit de paràmetres i, per tant, un sòlid deformable de manera totalment general no té un nombre finit de graus de llibertat.
No obstant això, per a barres llargues elàstiques o prismes mecànics de longitud gran comparada amb l'àrea de la secció transversal, el camp de desplaçaments ve donat per l'anomenada corba elàstica la deformació de la qual sempre és reductible a un conjunt finit de paràmetres. En concret, fixats els desplaçaments i els girs de les seccions extremes d'una barra elàstica, queda completament determinada la seva forma. Així, per a una estructura formada per barres llargues elàstiques, fixats els desplaçaments dels nusos, queda completament determinada la forma deformada de la dita estructura. Això fa que les estructures de barres llargues puguin ser tractades molt aproximadament mitjançant un nombre finit de graus de llibertat i que es puguin calcular resolent un nombre finit d'equacions algebraiques. El mètode matricial proporciona aquestes equacions en forma de sistema matricial que relaciona els desplaçaments dels extrems de les barres amb variables dependents de les forces exteriors.
Això contrasta amb la situació general dels sòlids elàstics, on el càlcul de les tensions internes i deformacions involucra la resolució de complexos sistemes d'equacions diferencials en derivades parcials.

## Descripció del mètode
El mètode matricial requereix assignar a cada barra elàstica de l'estructura una matriu de rigidesa, anomenada matriu de rigidesa elemental que dependrà de les condicions d'enllaç extrem (articulació, nus rígid,...), la forma de la barra (recta, corbada , ...) i les constants elàstiques del material de la barra (mòdul d'elasticitat longitudinal i mòdul d'elasticitat transversal). A partir del conjunt de matrius elementals mitjançant un algorisme conegut com a acoblament que té en compte la connectivitat d'unes barres amb altres s'obté una matriu de rigidesa global, que relaciona els desplaçaments dels nusos amb les forces equivalents sobre aquests.
Igualment, a partir de les forces aplicades sobre cada barra es construeix l'anomenat vector de forces nodals equivalents que depenen de les accions exteriors sobre l'estructura. Juntament amb aquestes forces anteriors cal considerar les possibles reaccions sobre l'estructura en els seus suports o enllaços exteriors (els valors dels quals són incògnites).
Finalment, es construeix un sistema lineal d'equacions, per als desplaçaments i les incògnites. El nombre de reaccions incògnita i desplaçaments incògnita depèn del nombre de nodes: és igual a 3N per a problemes bidimensionals, i igual a 6N per a un problema tridimensional. Aquest sistema sempre es pot dividir en dos subsistemes d'equacions desacoblats que compleixen:
- Subsistema 1. Que agrupa totes les equacions lineals del sistema original que només contenen desplaçaments incògnita.

- Subsistema 2. Que agrupa la resta d'equacions, i que un cop resolt el subsistema 1 i substituït els seus valors al subsistema 2 permet trobar els valors de les reaccions incògnita.

Un cop resolt el subsistema 1 que dona els desplaçaments, se'n substitueix el valor en el subsistema 2 que és trivial de resoldre. Finalment a partir de les reaccions, forces nodals equivalents i desplaçaments es troben els esforços als nusos o unions de les barres a partir dels quals es poden conèixer els esforços en qualsevol punt de l'estructura i, per tant, les seves tensions màximes, que permeten dimensionar adequadament totes les seccions de l'estructura.

### Matrius de rigidesa elementals
Per construir la matriu de rigidesa de l'estructura, cal assignar prèviament a cada barra individual (element) una matriu de rigidesa elemental. Aquesta matriu depèn exclusivament de:
- Les condicions d'enllaç als dos extrems (barra bi-encastat, barra encastada-articulada, barra biarticulada).

- Les característiques de la secció transversal de la barra: àrea, moments d'àrea (moments d'inèrcia de la secció) i les característiques geomètriques generals com la longitud de la barra, curvatura, etc.

- El nombre de graus de llibertat per node, que depèn de si es tracta de problemes bidimensionals (plànols) o tridimensionals

- La matriu elemental relaciona les forces nodals equivalents a les forces aplicades sobre la barra amb els desplaçaments i girs soferts pels extrems de la barra (la qual cosa alhora determina la deformada de la barra).

#### Barra recta bidimensional de nusos rígids
Un nus on s'uneixen dues barres s'anomena rígid o encastat si l'angle format per les dues barres després de la deformació no canvia respecte de l'angle que formaven abans de la deformació. Tot i estar impossibilitat per canviar l'angle entre barres les dues barres en conjunt, poden girar respecte al node, però mantenint l'angle que formen a l'extrem. En la realitat les unions rígides soldades o cargolades rígidament es poden tractar com a nusos rígids.
Per a barra unida rígidament als dos extrems la matriu de rigidesa elemental que representa adequadament el seu comportament ve donada per:
{\displaystyle \left[K^{(e)}\right]={\begin{bmatrix}{\frac {EA}{L}}&0&0&-{\frac {EA}{L}}&0&0\\0&{\frac {12EI}{L^{3}}}&{\frac {6EI}{L^{2}}}&0&-{\frac {12EI}{L^{3}}}&{\frac {6EI}{L^{2}}}\\0&{\frac {6EI}{L^{2}}}&{\frac {4EI}{L}}&0&-{\frac {6EI}{L^{2}}}&{\frac {2EI}{L}}\\-{\frac {EA}{L}}&0&0&{\frac {EA}{L}}&0&0\\0&-{\frac {12EI}{L^{3}}}&-{\frac {6EI}{L^{2}}}&0&{\frac {12EI}{L^{3}}}&-{\frac {6EI}{L^{2}}}\\0&{\frac {6EI}{L^{2}}}&{\frac {2EI}{L}}&0&-{\frac {6EI}{L^{2}}}&{\frac {4EI}{L}}\end{bmatrix}}}
On:
- {\displaystyle L,A,I,\,} són les magnituds geomètriques (longitud, àrea i moment d'inèrcia).
- {\displaystyle E\,} és la constant d'elasticitat longitudinal (mòdul de Young).

Alternativament, la matriu de rigidesa d'una barra ben potrada recta es pot escriure més abreujadament, introduint l'esveltesa mecànica característica:
{\displaystyle \left[K^{(e)}\right]={\frac {EI}{L^{3}}}{\begin{bmatrix}\lambda _{k}^{2}&0&0&-\lambda _{k}^{2}&0&0\\0&12&6L&0&-12&6L\\0&6L&4L^{2}&0&-6L&2L^{2}\\-\lambda _{k}^{2}&0&0&\lambda _{k}^{2}&0&0\\0&-12&-6L&0&12&-6L\\0&6L&2L^{2}&0&-6L&4L^{2}\end{bmatrix}}}

On:
{\displaystyle \lambda _{k}:={\sqrt {\frac {AL^{2}}{I}}}={\frac {L}{i_{gir}}}} és l'esveltesa mecànica característica.

#### Barra recta bidimensional amb un nus articulat i un altre de rígid
En aquest cas quan s'imposen girs al nus articulat no es transmeten esforços cap al nus no articulat. En aquest cas la matriu de rigidesa, usant la mateixa notació que a la secció anterior, ve donada per:

{\displaystyle \left[K^{(e)}\right]={\frac {EI}{L^{3}}}{\begin{bmatrix}\lambda _{k}^{2}&0&0&-\lambda _{k}^{2}&0&0\\0&3&3L&0&-3&0\\0&3L&3L^{2}&0&-3L&0\\-\lambda _{k}^{2}&0&0&\lambda _{k}^{2}&0&0\\0&-3&-3L&0&3&0\\0&0&0&0&0&0\end{bmatrix}}}

On s'ha suposat que el nus articulat és el segon. Si fos el primer, caldria permutar els elements de la matriu anterior per obtenir:

{\displaystyle \left[K^{(e)}\right]={\frac {EI}{L^{3}}}{\begin{bmatrix}\lambda _{k}^{2}&0&0&-\lambda _{k}^{2}&0&0\\0&3&0&0&-3&3L\\0&0&0&0&0&0\\-\lambda _{k}^{2}&0&0&\lambda _{k}^{2}&0&0\\0&-3&0&0&3&-3L\\0&3L&0&0&-3L&3L^{2}\end{bmatrix}}}

#### Barra recta bidimensional amb dos nusos articulats
Com que una barra recta de nusos articulats només pot transmetre esforços al llarg del seu eix, la matriu de rigidesa corresponent d'aquesta barra només té components diferents per als graus de llibertat longitudinals. En aquest cas la matriu de rigidesa, usant la mateixa notació que a la secció anterior, ve donada per:

{\displaystyle \left[K^{(e)}\right]={\frac {EA}{L}}{\begin{bmatrix}+1&0&0&-1&0&0\\0&0&0&0&0&0\\0&0&0&0&0&0\\-1&0&0&+1&0&0\\0&0&0&0&0&0\\0&0&0&0&0&0\end{bmatrix}}}

#### Barra recta tridimensional de nusos rígids
Una barra recta tridimensional té 6 graus de llibertat per nus (3 de translació i 3 d'orientació), com que la barra té dos nusos la matriu de rigidesa és una matriu de 12x12. A més una barra tridimensional pot transmetre torsions, i també flexió i esforç tallant en dues direccions diferents, aquesta major complexitat de comportament estructural és el que fa que una barra tridimensional requereixi més graus de llibertat i una matriu de rigidesa més complexa per descriure el seu comportament, aquesta matriu està composta de 3 submatrius:

{\displaystyle \left[K^{(e)}\right]={\begin{bmatrix}\mathbf {A} _{1}&\mathbf {B} ^{T}\\\mathbf {B} &\mathbf {A} _{2}\end{bmatrix}}}
On les submatrius són:
{\displaystyle \left[\mathbf {A} _{i}\right]={\begin{bmatrix}{\frac {EA}{L}}&0&0&0&0&0\\0&{\frac {12EI_{z}}{L^{3}}}&0&0&0&\epsilon _{i}{\frac {6EI_{z}}{L^{2}}}\\0&0&{\frac {12EI_{y}}{L^{3}}}&0&-\epsilon _{i}{\frac {6EI_{y}}{L^{2}}}&0\\0&0&0&{\frac {GJ}{L}}&0&0\\0&0&-\epsilon _{i}{\frac {6EI_{y}}{L^{2}}}&0&{\frac {4EI_{y}}{L}}&0\\0&\epsilon _{i}{\frac {6EI_{z}}{L^{2}}}&0&0&0&{\frac {4EI_{z}}{L}}\\\end{bmatrix}}}
{\displaystyle \left[\mathbf {B} \right]={\begin{bmatrix}-{\frac {EA}{L}}&0&0&0&0&0\\0&-{\frac {12EI_{z}}{L^{3}}}&0&0&0&-{\frac {6EI_{z}}{L^{2}}}\\0&0&-{\frac {12EI_{y}}{L^{3}}}&0&+{\frac {6EI_{y}}{L^{2}}}&0\\0&0&0&-{\frac {GJ}{L}}&0&0\\0&0&-{\frac {6EI_{y}}{L^{2}}}&0&{\frac {2EI_{y}}{L}}&0\\0&{\frac {6EI_{z}}{L^{2}}}&0&0&0&{\frac {2EI_{z}}{L}}\\\end{bmatrix}}}
I les magntiuds geomètriques i mecàniques associades a la barra són:

{\displaystyle L,A;I_{y},I_{z};J\,} són les magnituds geomètriques: longitud de la barra i la seva àrea transversal, moments d'àrea a les adreces i i z i mòdul de torsió, respectivament.

{\displaystyle E,G\,}el mòdul dʻelasticitat longitudinal i el mòdul dʻelasticitat transversal.

{\displaystyle \epsilon _{1}=+1,\epsilon _{2}=-1\,} són signes relatius.

### Forces nodals
Per a cada barra es defineix un vector elemental de forces nodals generalitzades, que sigui estàticament equivalent, les forces aplicades sobre la barra. La mida del vector de forces nodals depèn de la dimensionalitat de la barra:

{\displaystyle \{\mathbf {F} ^{(e)}\}\in {\begin{cases}\mathbb {R} ^{6}&{\mbox{bidimensional}}\\\mathbb {R} ^{12}&{\mbox{tridimensional}}\end{cases}}}

Les components d'aquest vector conformen un sistema de forces i moments de força, de manera que la força resultant i el moment resultant coincideixen amb la força i el moment del sistema de forces original sobre la barra.

#### Exemple

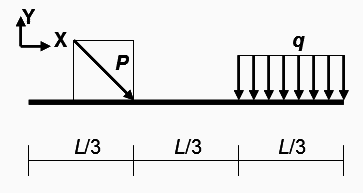
Exemple de càrrega sobre una biga, P és una càrrega puntual, i q representa una càrrega per unitat de longitud.

Per a les càrregues mostrades a la figura adjunta sobre una barra o biga bidimensional el vector de forces nodals consisteix en dues forces verticals (FVd, FVi) aplicades a cadascun dels dos extrems, dues forces horitzontals (FHd, FHi) aplicades a cadascun dels extrems i dos moments de força (Md, Mi) aplicats a cadascun dels extrems. Aquestes sis components formen el vector de forces nodals. És senzill comprovar que la força i el moment resultants d'aquestes sis components són estàticament equivalents al sistema de forces original format per P i q si es prenen els valors següents:

{\displaystyle \{\mathbf {F} ^{(e)}\}={\begin{Bmatrix}F_{Hd}\\F_{Vd}\\M_{d}\\F_{Hi}\\F_{Vi}\\M_{i}\end{Bmatrix}}={\frac {1}{\sqrt {2}}}{\begin{Bmatrix}{\frac {2}{3}}P\\-{\frac {20}{27}}P\\-{\frac {4}{27}}PL\\{\frac {1}{3}}P\\-{\frac {7}{27}}P\\+{\frac {2}{27}}PL\end{Bmatrix}}+{\begin{Bmatrix}0\\+{\frac {49}{162}}qL\\-{\frac {1}{108}}qL^{2}\\0\\-{\frac {5}{162}}qL\\{\frac {11}{324}}qL^{2}\end{Bmatrix}}}

### Càlcul de desplaçaments
Un cop trobada la matriu de rigidesa global i el vector de forces nodals global, es construeix un sistema d'equacions com (1). Aquest sistema té la propietat que es pot descompondre en dos subsistemes d'equacions:
1. El primer d‟aquests sistemes relaciona únicament els desplaçaments incògnita amb algunes de les components del vector de forces nodals global i constitueix sempre un sistema compatible determinat
2. El segon subsistema també conté les reaccions incògnita i una vegada resolt el primer subsistema és de resolució trivial.

Resolent el primer subsistema compatible determinat, es coneixen els desplaçaments d'incògnita de tots els nusos de l'estructura. Inserint la solució del primer subsistema al segon resulten les reaccions.
Podem il·lustrar el càlcul de desplaçaments amb un exemple. Per exemple, si considerem la flexió al pla XY de la biga recta de la secció anterior considerant que es tracta d'una biga biarticulada unida als seus extrems a dues ròtules fixes tindríem que el sistema general (1) tindria la forma per a aquest cas particular:

{\displaystyle {\frac {1}{\sqrt {2}}}{\begin{Bmatrix}{\frac {2}{3}}P\\-{\frac {20}{27}}P\\-{\frac {4}{27}}PL\\{\frac {1}{3}}P\\-{\frac {7}{27}}P\\+{\frac {2}{27}}PL\end{Bmatrix}}+{\begin{Bmatrix}0\\+{\frac {13}{54}}qL\\-{\frac {1}{108}}qL^{2}\\0\\-{\frac {31}{54}}qL\\{\frac {1}{324}}qL^{2}\end{Bmatrix}}+{\begin{Bmatrix}R_{H1}\\R_{V1}\\0\\R_{H2}\\R_{V2}\\0\end{Bmatrix}}={\begin{bmatrix}{\frac {EA}{L}}&0&0&-{\frac {EA}{L}}&0&0\\0&{\frac {12EI}{L^{3}}}&{\frac {6EI}{L^{2}}}&0&-{\frac {12EI}{L^{3}}}&{\frac {6EI}{L^{2}}}\\0&{\frac {6EI}{L^{2}}}&{\frac {4EI}{L}}&0&-{\frac {6EI}{L^{2}}}&{\frac {2EI}{L}}\\-{\frac {EA}{L}}&0&0&{\frac {EA}{L}}&0&0\\0&-{\frac {12EI}{L^{3}}}&-{\frac {6EI}{L^{2}}}&0&{\frac {12EI}{L^{3}}}&-{\frac {6EI}{L^{2}}}\\0&{\frac {6EI}{L^{2}}}&{\frac {2EI}{L}}&0&-{\frac {6EI}{L^{2}}}&{\frac {4EI}{L}}\end{bmatrix}}{\begin{Bmatrix}0\\0\\\theta _{1}\\0\\0\\\theta _{2}\end{Bmatrix}}}

Les files 3 i 6 contenen els girs (desplaçaments) incògnita dels extrems de la biga i preses en conjunt conformen el primer subsistema per als desplaçaments. Ignorant els termes nuls i reescrit de forma matricial el subsistema d'equacions per als desplaçaments és simplement:

{\displaystyle {\frac {1}{\sqrt {2}}}{\begin{Bmatrix}-{\frac {4}{27}}PL\\+{\frac {2}{27}}PL\end{Bmatrix}}+{\begin{Bmatrix}-{\frac {1}{108}}qL^{2}\\{\frac {1}{324}}qL^{2}\end{Bmatrix}}={\begin{bmatrix}{\frac {4EI}{L}}&{\frac {2EI}{L}}\\{\frac {2EI}{L}}&{\frac {4EI}{L}}\end{bmatrix}}{\begin{Bmatrix}\theta _{1}\\\theta _{2}\end{Bmatrix}}}

La solució del qual ens dona el valor de l'angle girat per l'extrem dret i esquerre de la biga sota aquestes càrregues:

{\displaystyle \theta _{1}=-{\frac {5}{81{\sqrt {2}}}}{\frac {PL^{2}}{EI}}-{\frac {7}{1944}}{\frac {qL^{3}}{EI}}\qquad \theta _{2}=+{\frac {4}{81{\sqrt {2}}}}{\frac {PL^{2}}{EI}}+{\frac {5}{1944}}{\frac {qL^{3}}{EI}}}

Un cop coneguts aquests valors i inserits a la matriu les files 1, 2, 4 i 5 ens proporcionen en valor de les quatre reaccions hiperestàtiques desconegudes prèviament.

### Càlcul de reaccions
Un cop calculats els desplaçaments resolent un sistema d'equacions, el càlcul de les reaccions és senzill. A partir de l'equació (1) tenim simplement:

{\displaystyle {\begin{Bmatrix}R_{1}\\R_{2}\\...\\R_{n}\end{Bmatrix}}_{G}={\begin{bmatrix}k_{11}&k_{12}&\cdots &k_{1n}\\k_{21}&k_{22}&\cdots &k_{2n}\\\cdots &\cdots &\ddots &\cdots \\k_{n1}&k_{n2}&\cdots &k_{nn}\end{bmatrix}}_{G}{\begin{Bmatrix}\delta _{1}\\\delta _{2}\\...\\\delta _{n}\end{Bmatrix}}_{G}-{\begin{Bmatrix}F_{1}\\F_{2}\\...\\F_{n}\end{Bmatrix}}_{G}}

Prenent el mateix exemple que a l'última secció el càlcul de reaccions sobre la biga biarticulada amb càrrega P i q seria:

{\displaystyle {\begin{Bmatrix}R_{H1}\\R_{V1}\\0\\R_{H2}\\R_{V2}\\0\end{Bmatrix}}={\begin{bmatrix}{\frac {EA}{L}}&0&0&-{\frac {EA}{L}}&0&0\\0&{\frac {12EI}{L^{3}}}&{\frac {6EI}{L^{2}}}&0&-{\frac {12EI}{L^{3}}}&{\frac {6EI}{L^{2}}}\\0&{\frac {6EI}{L^{2}}}&{\frac {4EI}{L}}&0&-{\frac {6EI}{L^{2}}}&{\frac {2EI}{L}}\\-{\frac {EA}{L}}&0&0&{\frac {EA}{L}}&0&0\\0&-{\frac {12EI}{L^{3}}}&-{\frac {6EI}{L^{2}}}&0&{\frac {12EI}{L^{3}}}&-{\frac {6EI}{L^{2}}}\\0&{\frac {6EI}{L^{2}}}&{\frac {2EI}{L}}&0&-{\frac {6EI}{L^{2}}}&{\frac {4EI}{L}}\end{bmatrix}}{\begin{Bmatrix}0\\0\\\theta _{1}\\0\\0\\\theta _{2}\end{Bmatrix}}-{\frac {1}{\sqrt {2}}}{\begin{Bmatrix}{\frac {2}{3}}P\\-{\frac {20}{27}}P\\-{\frac {4}{27}}PL\\{\frac {1}{3}}P\\-{\frac {7}{27}}P\\+{\frac {2}{27}}PL\end{Bmatrix}}-{\begin{Bmatrix}0\\+{\frac {13}{54}}qL\\-{\frac {1}{108}}qL^{2}\\0\\-{\frac {31}{54}}qL\\{\frac {1}{324}}qL^{2}\end{Bmatrix}}}

Introduint els valors dels girs als extrems i multiplicant la matriu de rigidesa pel vector de desplaçaments es té finalment que:

{\displaystyle {\begin{Bmatrix}R_{H1}\\R_{V1}\\R_{H2}\\R_{V2}\end{Bmatrix}}={\begin{Bmatrix}0\\{\frac {6EI}{L^{2}}}(\theta _{1}+\theta _{2})\\0\\{\frac {6EI}{L^{2}}}(\theta _{1}+\theta _{2})\end{Bmatrix}}-{\frac {1}{\sqrt {2}}}{\begin{Bmatrix}{\frac {2}{3}}P\\-{\frac {20}{27}}P\\{\frac {1}{3}}P\\-{\frac {7}{27}}P\end{Bmatrix}}-{\begin{Bmatrix}0\\+{\frac {13}{54}}qL\\0\\-{\frac {31}{54}}qL\end{Bmatrix}}={\begin{Bmatrix}{\frac {2}{3{\sqrt {2}}}}P\\{\frac {18}{27{\sqrt {2}}}}P-{\frac {20}{81}}qL\\{\frac {1}{3{\sqrt {2}}}}P\\{\frac {5}{27{\sqrt {2}}}}P+{\frac {46}{81}}qL\end{Bmatrix}}}

Esto completa el cálculo de reacciones.

### Càlcul d'esforços
El càlcul desforços es realitza examinant en coordenades locals de les barres l'esforç axial, els esforços tallants, els moments flectors i el moment torsor generats en cadascuna de les barres, coneguts els desplaçaments de tots els nusos de l'estructura. Això es pot fer usant les matrius de rigidesa expressades en coordenades locals i els desplaçaments nodals expressats també en coordenades locals.

### Anàlisi dinàmic
L'anàlisi estàtica discutida anteriorment es pot generalitzar per trobar la resposta dinàmica d'una estructura. Per fer-ho, cal representar el comportament inercial de l'estructura mitjançant una matriu de massa {\displaystyle \scriptstyle \mathbf {M} }, modelitzar les forces dissipatives mitjançant una matriu d'amortiment {\displaystyle \scriptstyle \mathbf {C} }, que juntament amb la matriu de rigidesa {\displaystyle \scriptstyle \mathbf {K} } permeten plantejar un sistema d'equacions de segon ordre del tipus:

{\displaystyle \mathbf {M{\ddot {\delta }}} (t)+\mathbf {C{\dot {\delta }}} (t)+\mathbf {K{\delta }} (t)=\mathbf {f} (t)}

La solució del sistema anterior passa per un càlcul de les freqüències pròpies i els modes propis. Admetent que les forces dissipatives són poc importants les freqüències pròpies es poden determinar resolent la següent equació polinòmica a {\displaystyle \scriptstyle \omega ^{2}}:

{\displaystyle \det(\mathbf {K} -\omega ^{2}\mathbf {M} )=0}

Aquestes magnituds permeten fer una anàlisi modal que reprodueix el comportament de l'estructura sota diferents tipus de situacions.

## Programes
- Frame3dd (Codi obert)
- EBEs (Estructuras de Barras Espacials - Diagrams d'elàstica i solicitacions -Gratuit)
- W-Trite (programa gratuit d'anàlisi d'estructures de barres)
- Cype
- Sap2000